# 賴阿萊特群島
69°40′S 68°35′W / 69.667°S 68.583°W
賴阿萊特群島（英語：Rhyolite Islands），是南極洲的群島，位於帕爾默地的賴米爾海岸，處於尤里克冰川終點北面對面的喬治六世海峽，從東向西延伸4海裡(7公里)位於尤里卡冰川口北側，喬治六號灣的帕爾默土地的里米爾海岸附近。現時由南極條約體系管理。